# ワシントン (ペンシルベニア州)
ワシントン（英: Washington）は、アメリカ合衆国ペンシルベニア州の都市。ワシントン郡の郡庁所在地である。人口は1万3176人（2020年）。ピッツバーグ都市圏に属している。

## 歴史

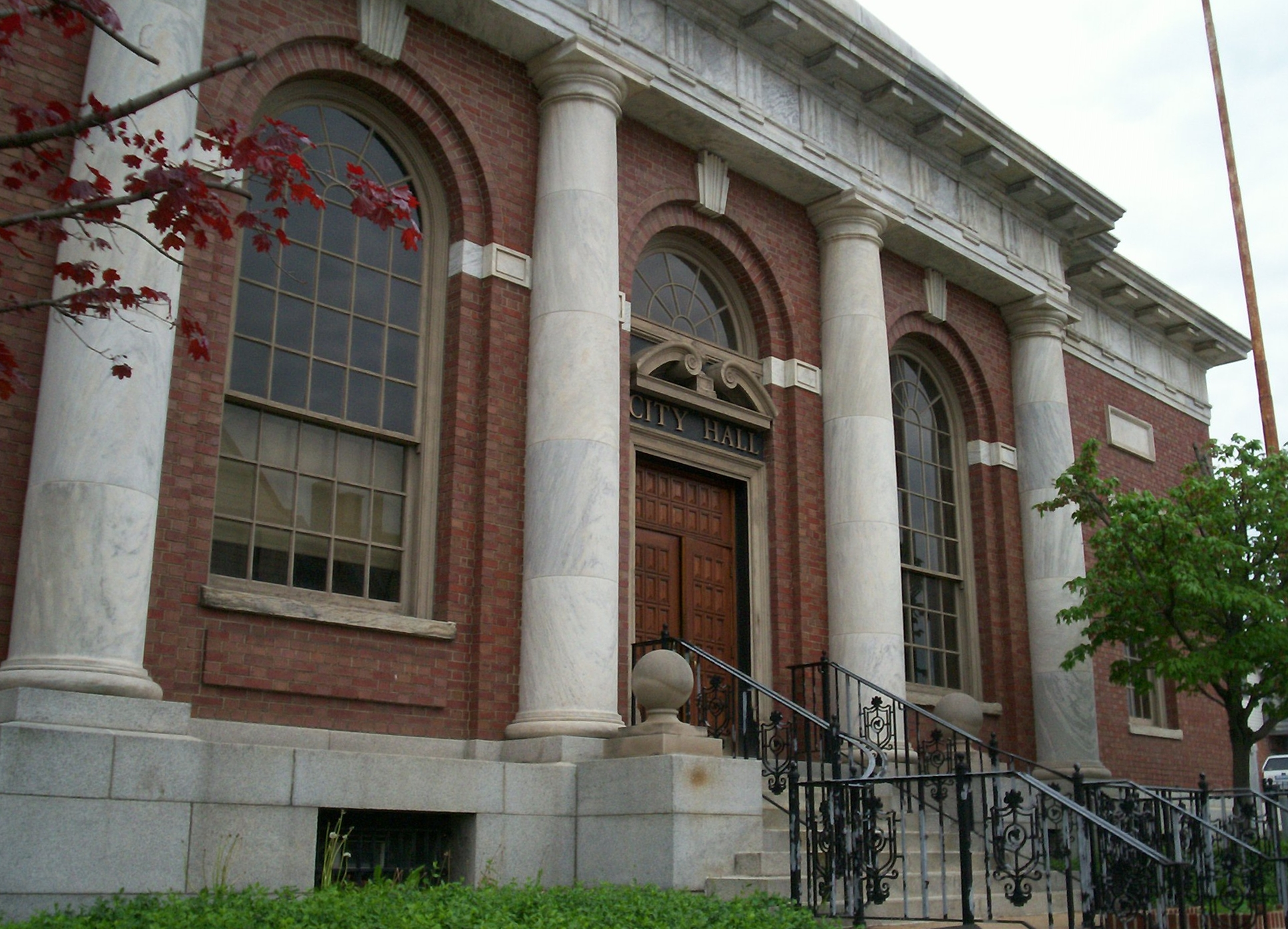
ワシントン市役所

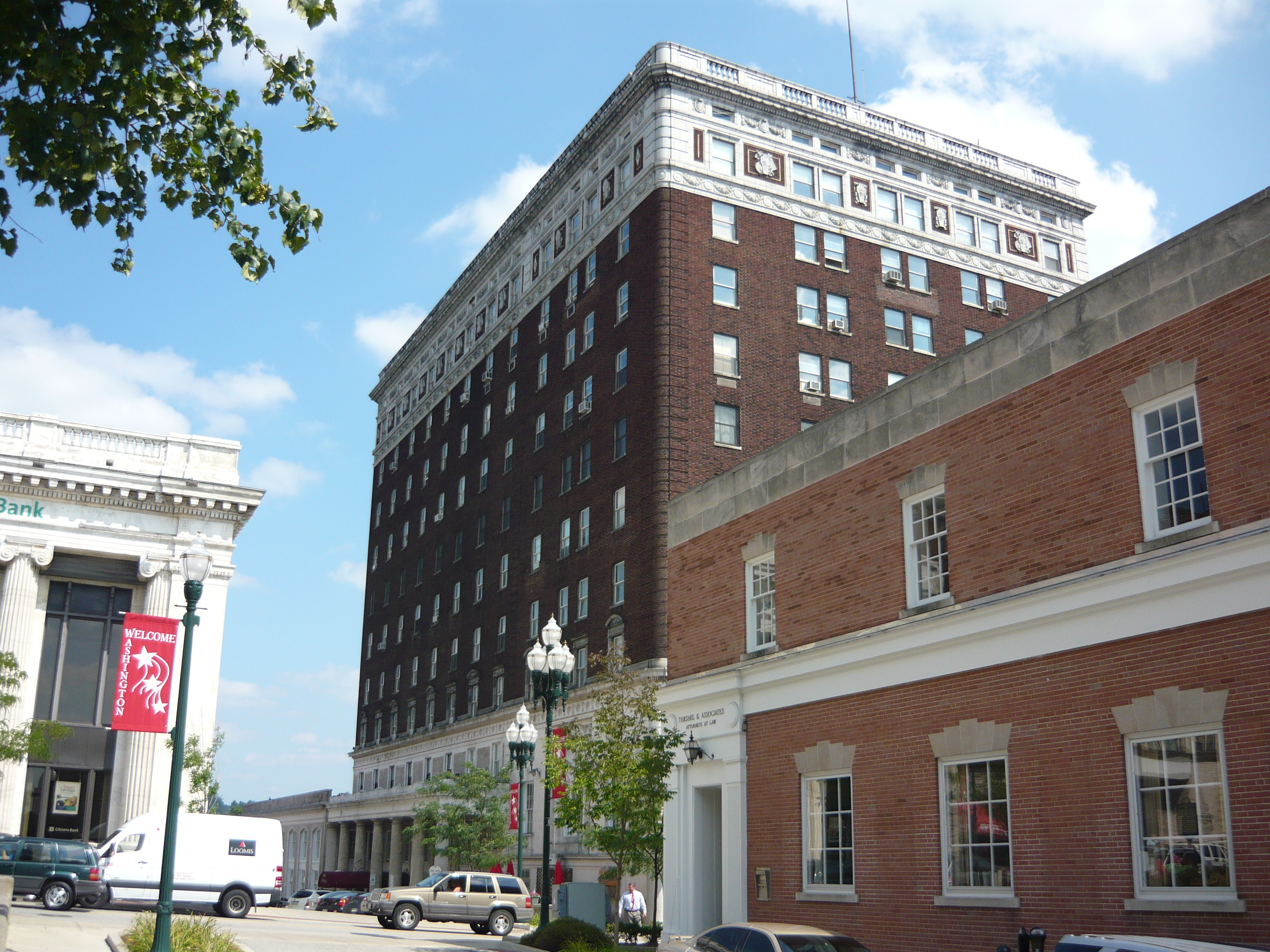
ジョージ・ワシントン・ホテル

デラウェア族インディアンの酋長タンゴクァ、通称「キャットフィッシュ」（ナマズ）がチャーティアズ・クリークの支流沿い、現在のワシントン市の一部に宿営地を持っていた。1757年には既にフランス人がこの地域を「ウィッサムキング」すなわち「キャットフィッシュの場所」と呼んでいた。ワシントンの地域には、スコットランドおよび北アイルランドからの多くの移民が入植し、またバージニア植民地東部や中央部からも移って来ていた。最初に入植されたのは1768年頃だった。
ペンシルベニア邦議会が1781年3月28日にある法を成立させ、ワシントン郡を設立し、最初に選挙を行う場所を「キャットフィッシュ・キャンプ」と名付けた。これはアメリカ合衆国でジョージ・ワシントン将軍にちなんで名付けた最初の郡ということになった。この議会の行動の直後に、デイビッド・ホージが町の区画割りを決めた。その最初の計画は「バセット、別名ダンドリッジ町」という名前だったが、その区画が記録される前に「バセット、別名ダンドリッジ町」と書かれた上にインクで線が引かれ、その上に「ワシントン」という言葉が書かれた。地元では、ジョージ・ワシントンがこの地域で一度夜を過ごしたことがあったので、「ワシントン」と名付けられたという噂が長く続いていた。これは真実ではなく、ワシントンがこの地域に来たことはなかった。
最初の区画割りには、人々がレクリエーションを行うための区画もあった。現在の郡庁舎が建っている場所に区画が割り当てられ、計画に拠れば、区画第43と第102はホージから「ワシントン将軍閣下と、ワシントン夫人」に贈られていた。
ワシントンは1791年の「ウィスキー税反乱」の中心地だった。これは新しいアメリカ合衆国政府と憲法に対する最初期の公然たる反乱だった。地域のウィスキー蒸留所に課された税が問題の中心だった。反乱の指導者の一人、デイビッド・ブラドフォードの邸宅は現在、ウィスキー税反乱に特化した博物館となっており、市内メインストリート南にある。
町は1810年2月13日にボロとして法人化され、1924年に第3等級の市となった。
1875年8月、軌間3フィート (914 mm) のウェインズバーグ・アンド・ワシントン鉄道の建設が始まった。この鉄道はジョン・デイが提案し、1875年に認証された。この鉄道の旅客列車は1929年に停止され、1944年には標準軌 (1,435 mm) に転換され、ウェインズバーグ第2鉄道と改名された。貨物列車も1976年に停止されたが、路線の一部は石炭炭坑のために今も残っている。
ワシントン油田で石油と天然ガスが発見され、1800年代から1900年代初期にブームが起こった。
ジェイムズ・B・ウィルソンが1889年にワシントン電気路面鉄道を認証し、その建設は1890年11月に始まった。最初の路線はウェインズバーグ・アンド・ワシントン狭軌鉄道の駅から、現在ワシントン病院がある場所の直ぐ北、ウィルソン果樹園まで敷かれた。
1903年、ワシントン・アンド・キャノンズバーグ鉄道会社がトロリー線でその2つの町を繋いだ。この会社は1906年に「フィラデルフィア会社」に買収され、後にはピッツバーグ鉄道会社の一部となり、1909年に都市間サービスの一部としてピッツバーグまで繋がれた。この路線は1953年8月29日に閉鎖された。この線の短区間と多くのトロリーカーが、市の北にあるペンシルベニア・トロリー博物館に保存されている。
2012年、ワシントン・アンド・ジェファーソン・カレッジの2人の教授が調査し、制作したウォーキング・ツアーのカタログに拠れば、これまで15人のアメリカ合衆国大統領がその任期の前、あるいは任期中、あるいは辞任後にワシントンを訪れたことがあった。時代順にジェームズ・モンロー（1817年）、アンドリュー・ジャクソン（1820年代と1830年代に数回）、ジョン・クインシー・アダムズ（1843年）、ウィリアム・ハリソン、ジェームズ・ポーク、ザカリー・テイラー、ユリシーズ・グラント（1860年代と1870年代に数回）、ベンジャミン・ハリソン、（1876年、1892年）、ウィリアム・タフト(1916年）、ウォレン・ハーディング(1922年）、フランクリン・ルーズベルト（1932年）、ハリー・S・トルーマン(1953年）、ジョン・F・ケネディ（1962年）、ビル・クリントン（1992年、2008年）、バラク・オバマ（2008年）である。

## 地理
アメリカ合衆国国勢調査局に拠れば、領域全面積は3.3平方マイル (8.5 km2)であり、全て陸地である。

## 人口動態
2010年国勢調査に拠れば、ワシントン市の人口は13,663人だった。人口密度は4,140.3 人/mi2 (1,598,6 人/km2) だった。人種構成は白人10,373人、75.92%、アフリカ系アメリカ人2,803人、20.52%、アジア系131人、0.96%、その他の人種107人、0.78%、ヒスパニック系249人、1.82%だった。
以下は2000年国勢調査による人口統計データである。
| 基礎データ - 人口: 15,268 人 - 世帯数: 6,259 世帯 - 家族数: 3,486 家族 - 人口密度: 2,005.1人/km2（5,199.2 人/mi2） - 住居数: 7,111 軒 - 住居密度: 933.9軒/km2（2,421.5 軒/mi2） 人種別人口構成 - 白人: 81.88% - アフリカン・アメリカン: 14.60% - ネイティブ・アメリカン: 0.15% - アジア人: 0.45% - 太平洋諸島系: 0.02% - その他の人種: 0.61% - 混血: 2.29% - ヒスパニック・ラテン系: 0.94% 年齢別人口構成 - 18歳未満: 21.2% - 18-24歳: 13.2% - 25-44歳: 28.0% - 45-64歳: 20.9% - 65歳以上: 16.7% - 年齢の中央値: 36歳 - 性比（女性100人あたり男性の人口） - 総人口: 88.3 - 18歳以上: 84.6 | 世帯と家族（対世帯数） - 18歳未満の子供がいる: 24.3% - 結婚・同居している夫婦: 34.7% - 未婚・離婚・死別女性が世帯主: 17.1% - 非家族世帯: 44.3% - 単身世帯: 38.0% - 65歳以上の老人1人暮らし: 15.8% - 平均構成人数 - 世帯: 2.20人 - 家族: 2.91人 収入と家計 - 収入の中央値 - 世帯: 25,764,米ドル - 家族: 34,862米ドル - 性別 - 男性: 29,977米ドル - 女性: 22,374米ドル - 人口1人あたり収入: 14,818米ドル - 貧困線以下 - 対人口: 20.7% - 対家族数: 16.4% - 18歳未満: 29.2% - 65歳以上: 15.8% |

## 見どころ

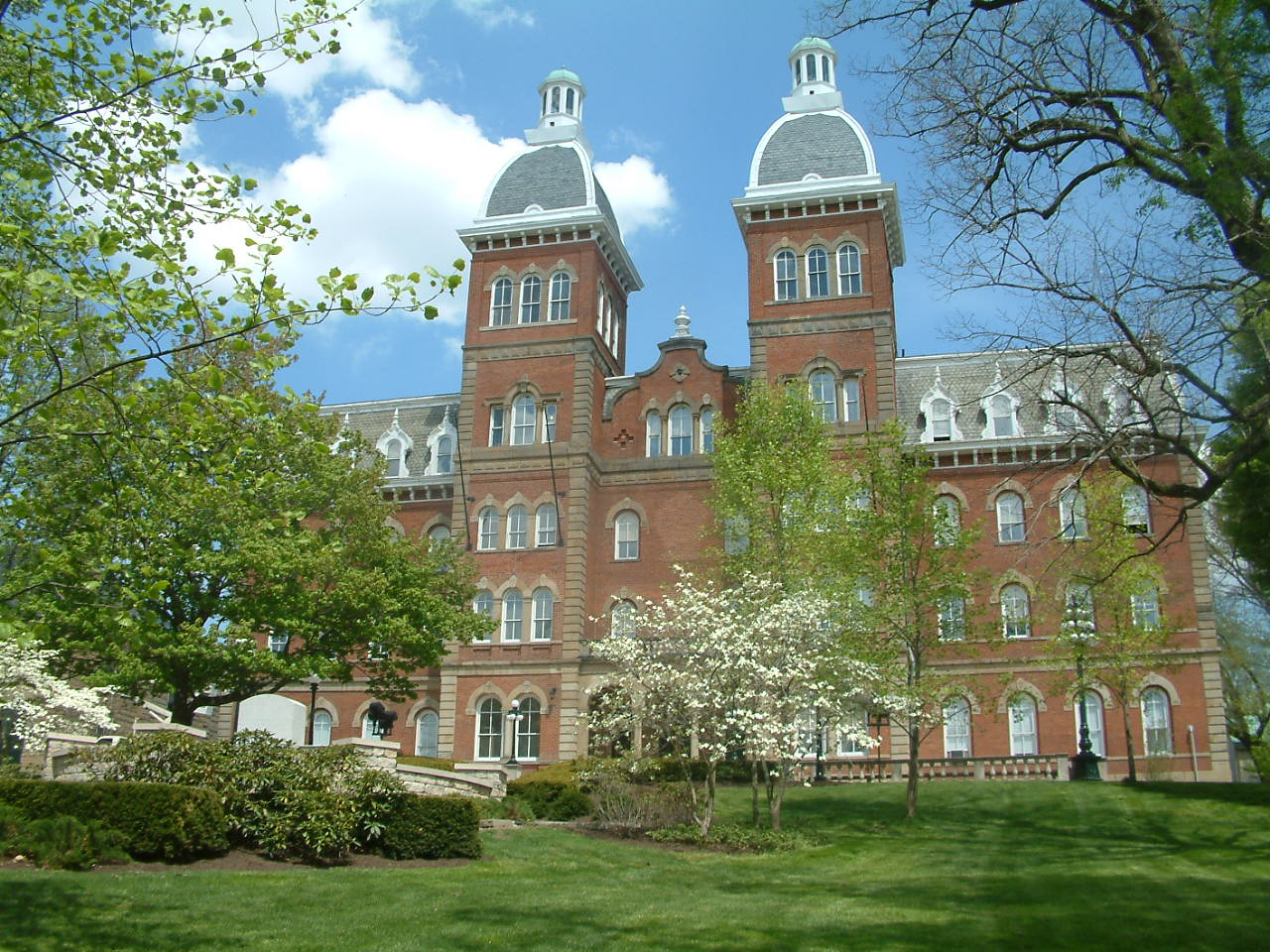
「オールド・メイン」、ワシントン・アンド・ジェファーソン・カレッジのキャンパスでも目立つ建物

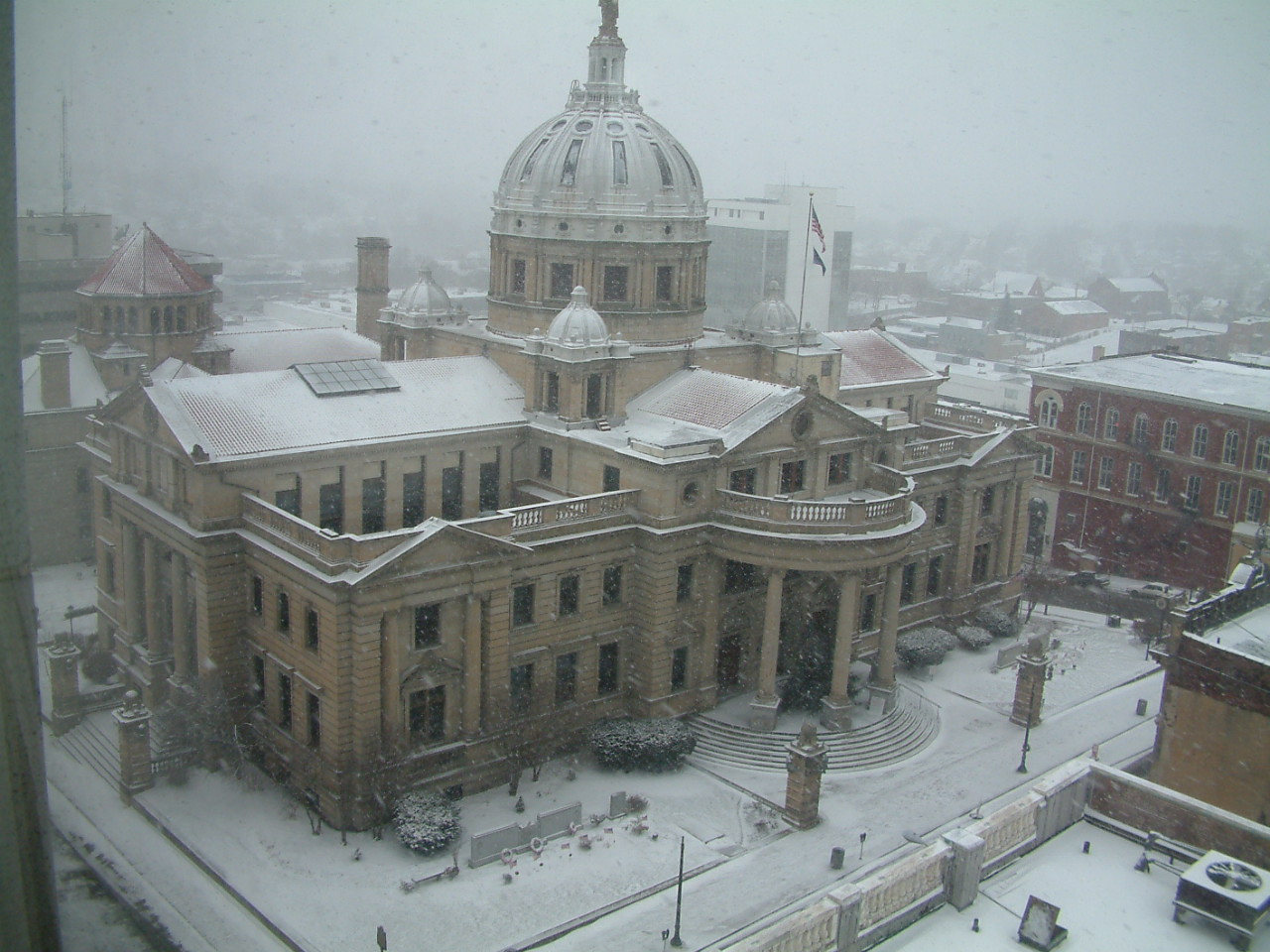
中心街にあるワシントン郡庁舎

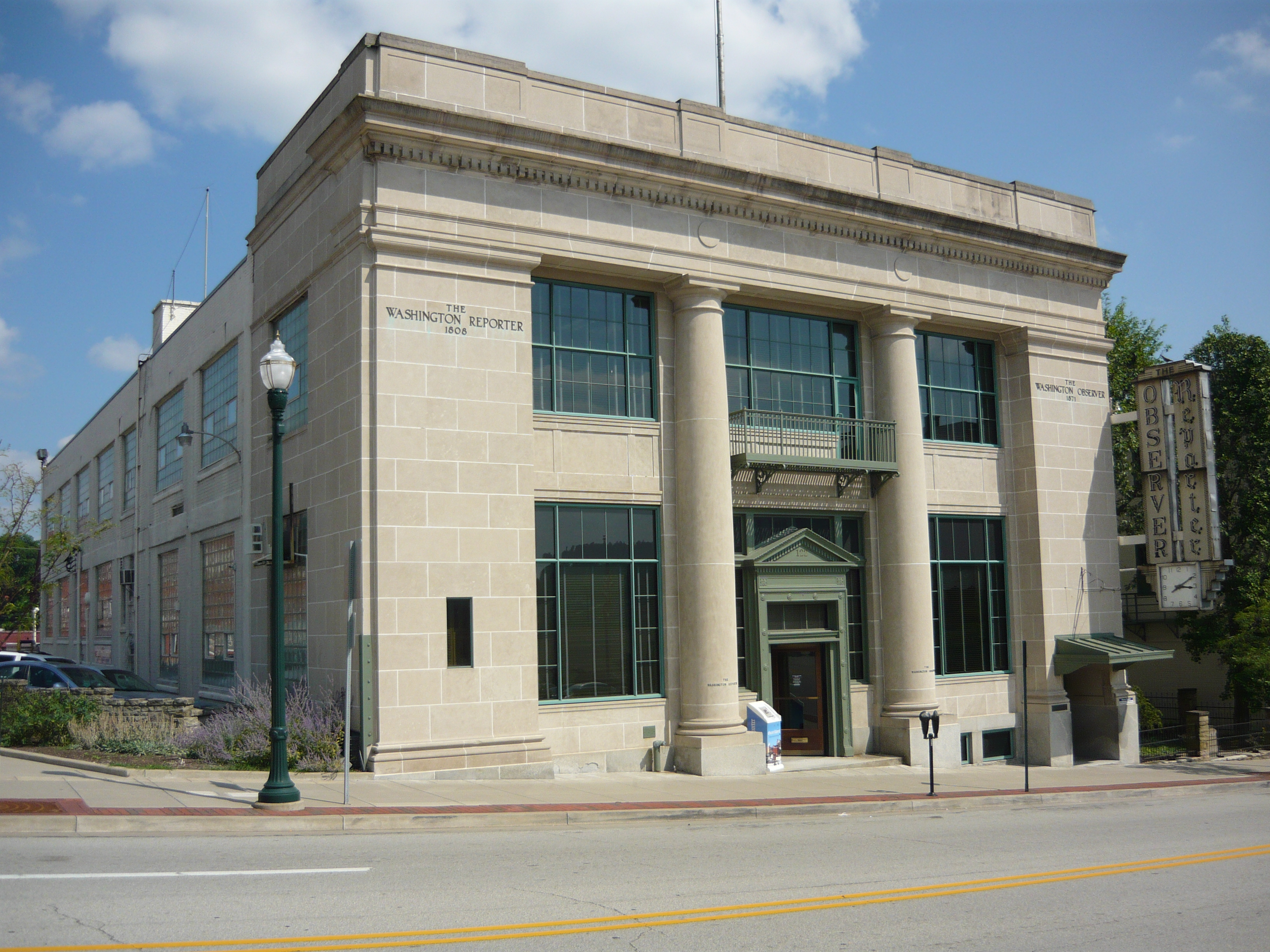
オブザーバー-リポーター・ビル

ワシントンにはワシントン・アンド・ジェファーソン・カレッジがある。この大学は小さな共学私立教養系大学であり、1781年に設立された。市内中心街にあり、学生数は1,500人以上である。その教養系カリキュラムによって、医学や法学を学ぶ前の優れた教育機関と考えられ、概して大学卒レベルの準備学校と見なされている。広さ60エーカー (240,000 m2) あるキャンパスには学術、レクリエーション、住居用の40以上の建物があり、また広さ54エーカー (220,000 m2) の生物学調査拠点を持っている。2006年、雑誌「USニューズ&ワールド・レポート」によるアメリカの最良のカレッジ」リストで、この大学は国内教養系トップ100校の中で第94位にランクされていた。
マイナーリーグ野球チームのワシントン・ワイルドシングスは、2002年に近くのノースフランクリン・タウンシップに建設されたCONSOLエナジーパークで試合を行っている。独立プロ野球組織のフロンティアリーグに属している。2004年にはリーグ記録となる62勝を挙げるなど、かなりの成功を収めてきた。2002年にワシントンに移転してきて以来3度、リーグのチャンピオンになった。2007年、同じスタジアムでコンサートを開催するようになり、カウンティング・クロウズ、ア・パーフェクト・サークル、トレース・アドキンスなどが公演して来た。
CONSOLエナジーパークの隣にはポニー野球とソフトボール国際本部が2005年に建設された。その古い建物がワシントン市の市域外、サウスストラベイン・タウンシップにあったものに代わる新施設となった。古い方は床面積6,500平方フィート (600 m2) の建物だったが、新しい施設では12,000平方フィート (1,100 m2) となり、事務所、博物館および組織の出荷部が入っている。ワシントン地域の本部であるだけでなく、ポニーリーグ・ワールドシリーズ（13、14歳）も開催する。試合会場は市内ワシントン公園の歴史あるルー・ヘイズ・フィールドである。
市内メインストリートにはデイビッド・ブラドフォード邸、メイドン通りにはF・ジュリアス・ルモアン邸と言う2つの歴史的な家屋がある。ブラドフォード邸は後にアメリカのリアリズム作家レベッカ・ハーディング・デイビスが1831年に生まれた所となった。ルモアンは熱心な奴隷制度廃止運動家であり、その家は地下鉄道 (秘密結社)に使われた。ルモアンは医師であり、アメリカでは初の火葬場を建設した。これら2軒の家屋はアメリカ合衆国国家歴史登録財に指定されている。その他、ワシントン・アンド・ジェファーソン・カレッジの管理棟、ジョセフ・マウアー博士邸、ペンシルバニア鉄道貨物駅、ワシントン武器庫、ワシントン郡庁舎、ワシントン郡監獄も指定されている。
1891年に設立されたベス・イスラエル・コングリゲーションはワシントン郡で唯一のシナゴーグである。イマキュレイト・コンセプション教会は長い歴史のある大型カトリック教会である。
2006年1月27日、NFLのピッツバーグ・スティーラーズが第40回スーパーボウルに出場したことを記念し、市政委員会は市の名前を2006年2月5日まで「スティーラーズ」とすることに決めた。

## メディア
「オブザーバー・リポーター」は1808年からの歴史がある日刊紙である。商業ラジオ局 WJPA は中心街メインストリートにあり、FMとAM双方の放送を流している。ワシントン・アンド・ジェファーソン・カレッジにもFMラジオ局があり、また「レッド&ブラック」という学生新聞を発行している。

## 文化
ワシントン交響楽団は2002年に設立され、年4回ないし5回演奏会を行っている。ワシントン・コミュニティ劇団は年間を通じてミュージカルなどの公演を行っており、中でもワシントン公園のメインパビリオンで行う6月の公園が特筆される。2009年には創設40周年を迎えた。

## スポーツ
ナショナル・プロ・ファストピッチのソフトボールチーム、ペンシルベニア・レベリオンが2013年に設立された。

## 著名な出身者
- ザ・プレデター - プロレスラー、総合格闘家、本名シルヴェスター・ターケイ
- ジョセフ・ウォーカー - 宇宙飛行士、テストパイロット
- デニス・ウィスノスキー - アメリカ国防総省事業ミッション領域のチーフ・テクニカル・オフィサー、システム工学の統合化定義手法を始めた